# Судоподъёмник в Монтеше
Судоподъёмник в Монте́ше — наклонный водоклиновый судоподъёмник открытый в 1974 году на Гароннском канале в коммуне Монтеш во Франции.
Работа судоподъёмника была прекращена 2009 году. В 2020 году планировалось его использование в качестве туристической достопримечательности без повторного ввода в эксплуатацию.

## Принцип работы
Конструкция подъёмника была предложена французским инженером Жаном Обером. В целом эта конструкция напоминает своеобразный «водный бульдозер».
Между верхним и нижним бьефом находится бетонный лоток — наклонный канал. Вдоль него перемещаются мобильные ворота судоподъёмника, состоящие из рамы, жёстко установленной на две моторные тележки по бокам лотка. К раме прикреплён щит, который может подниматься над лотком и опускаться в него.
При проходе судоподъёмника снизу вверх судно из нижнего бьефа заходит в начало наклонного лотка. За ним опускается щит мобильных ворот, прилегая к стенкам лотка. Моторные тележки синхронно движутся по склону лотка вверх, протягивая за собой щит, который в свою очередь проталкивает вперёд водяной клин с плавающим в нём судном. Таким образом водяной клин достигает верхнего бьефа. Ворота подходного канала верхнего бьефа открываются и перемещённое судно продолжает самостоятельное плавание вверх по каналу.
При проведении судна вниз по каналу процесс происходит в обратном порядке.

## Технические данные
Основные характеристики системы:
- Высота между верхним и нижним уровнем: 13,3 м
- Наклонный канал:
  - Наклон: 3 %
  - Длина: 443 м
  - Ширина: 6 м
  - Высота стен: 4,35 м
- Уровень воды на входе / выходе: 2,5 м
- Длина водного клина: 125 м
- Максимальная глубина водного клина: 3,75 м
- Наибольшие главные размерения судна:
  - Длина: 38,5 м
  - Ширина: 5,5 м
  - Осадка: 2,2 м
  - Водоизмещение: 300 тонн
- Мобильные ворота:
  - Масса механизма: 190 тонн
  - Мощность двигателей механизма: 2 × 740 кВт
  - Скорость передвижения: 1,4 м/с
  - Сила тяги: 540 кН — номинальная, 690 кН — максимальная

## Галерея

Гароннский канал на карте
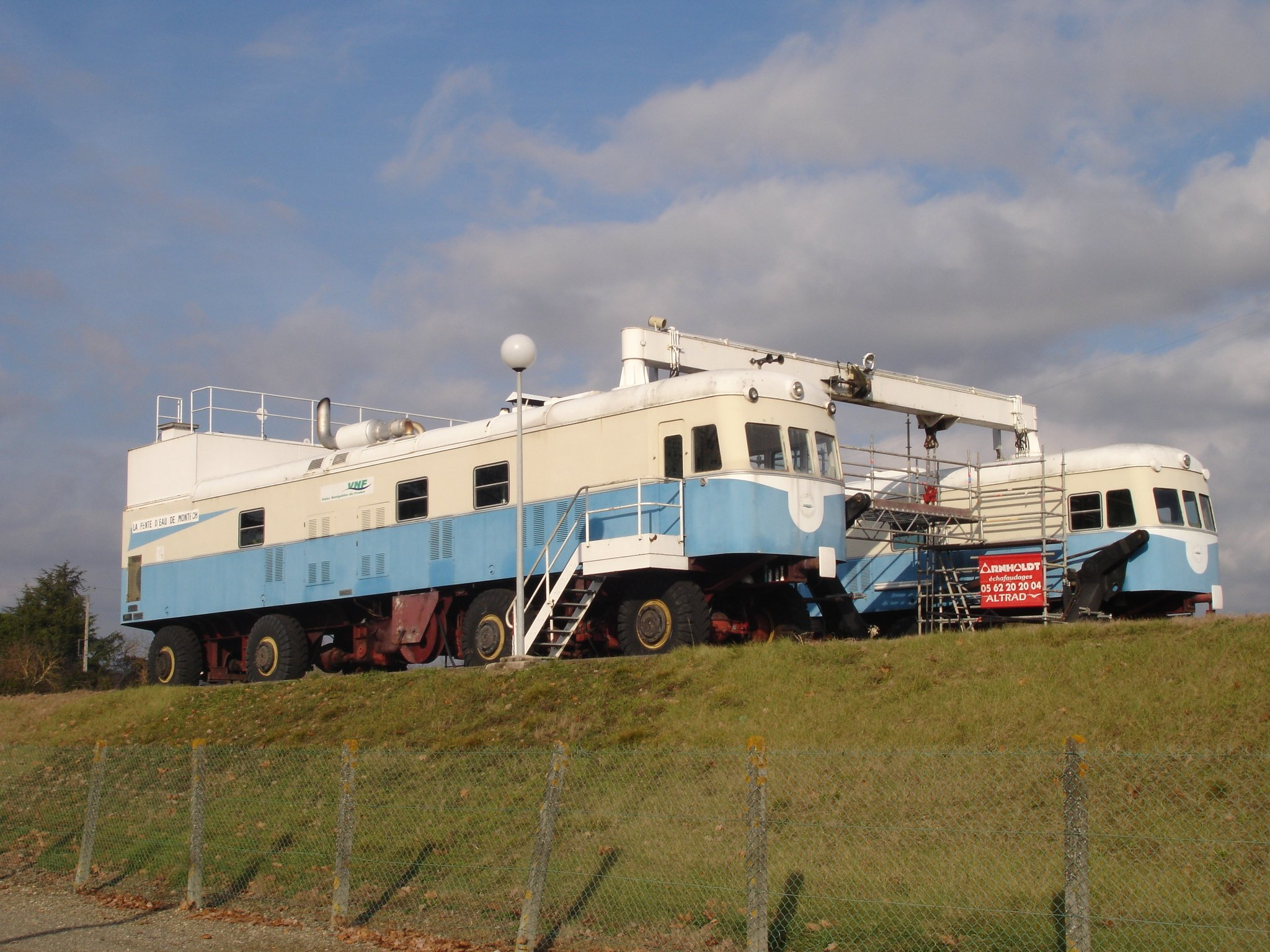
Мобильные ворота
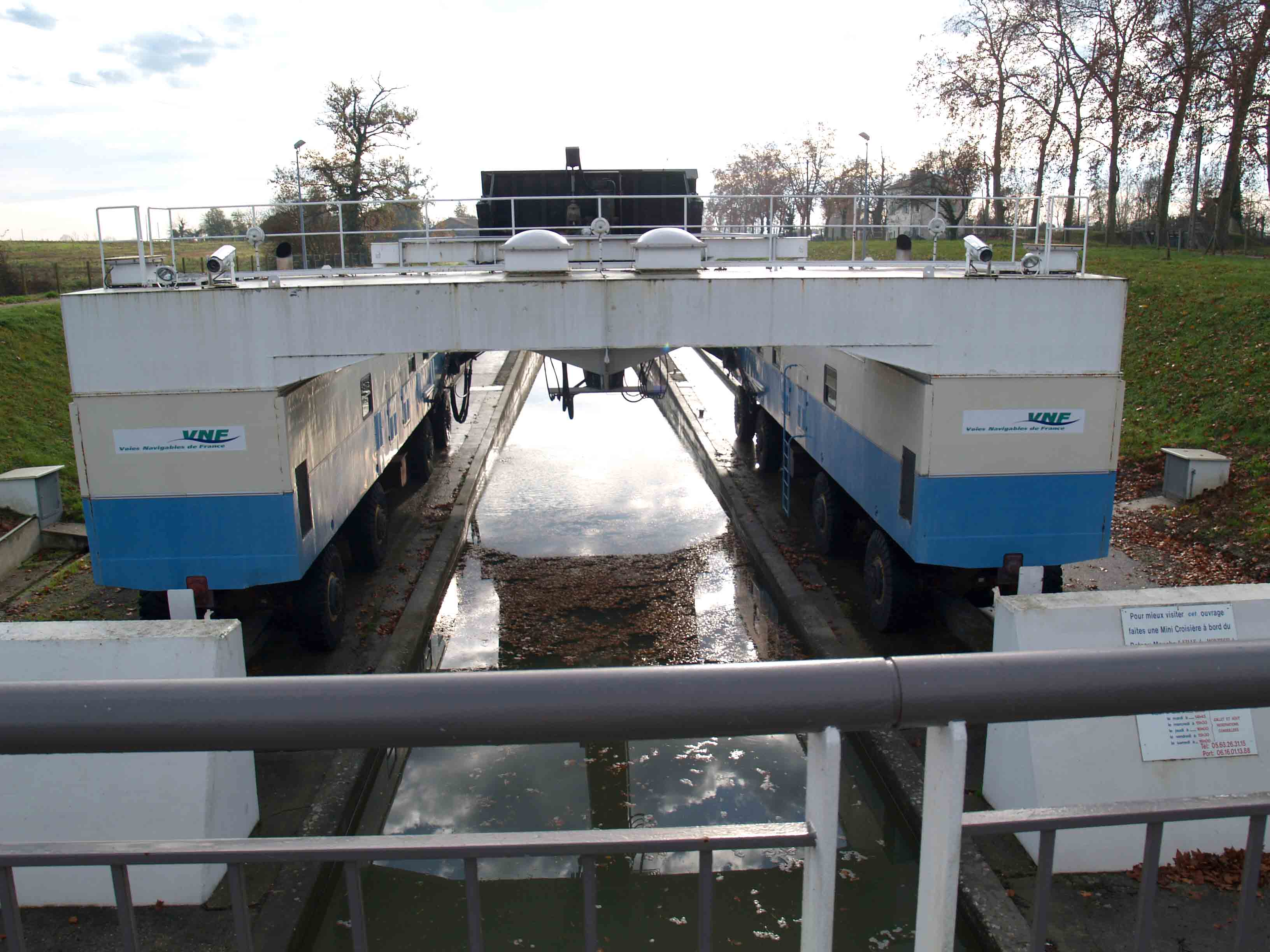
Вид сзади, щит поднят
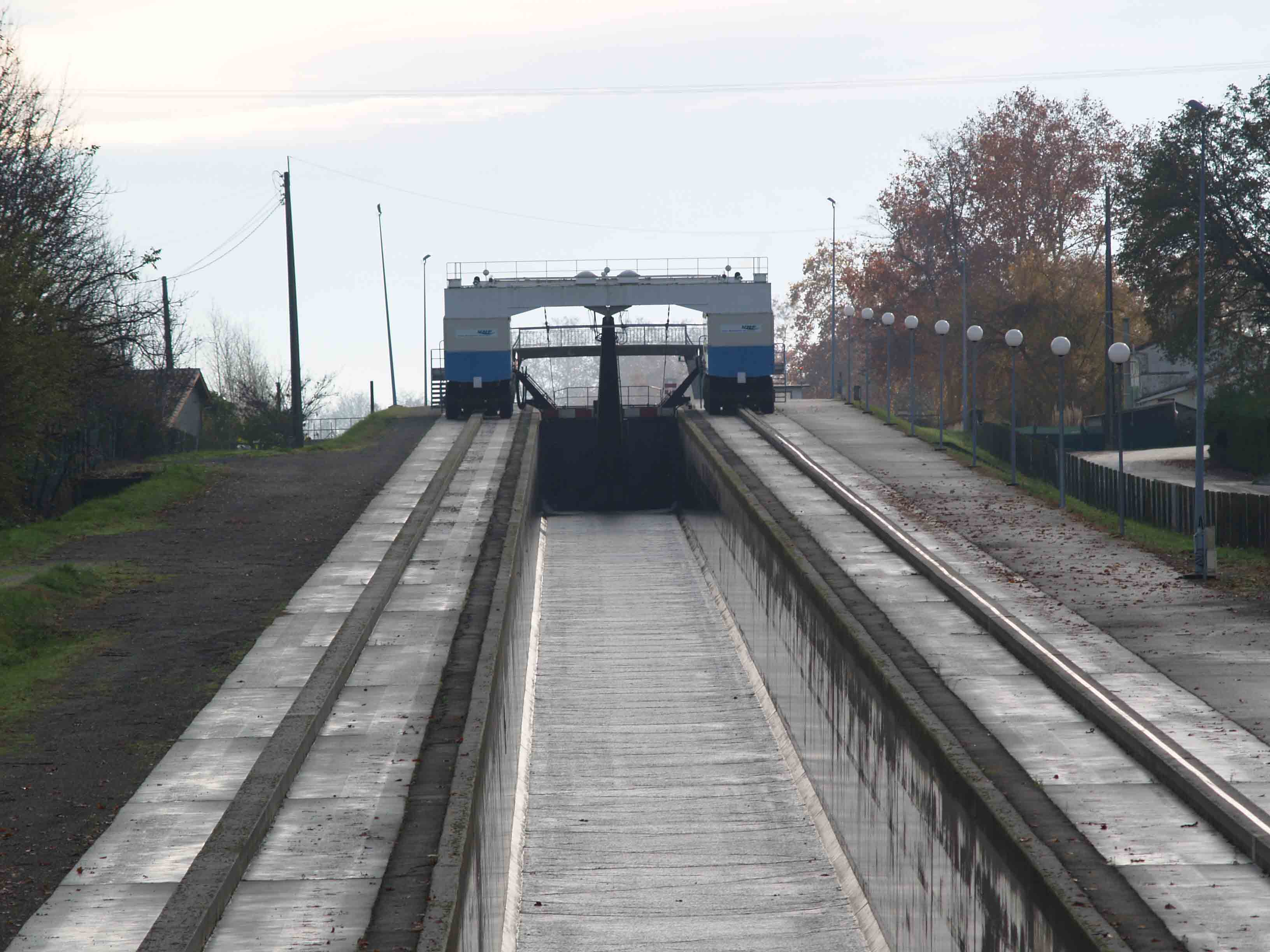
Ворота наверху канала, щит опущен
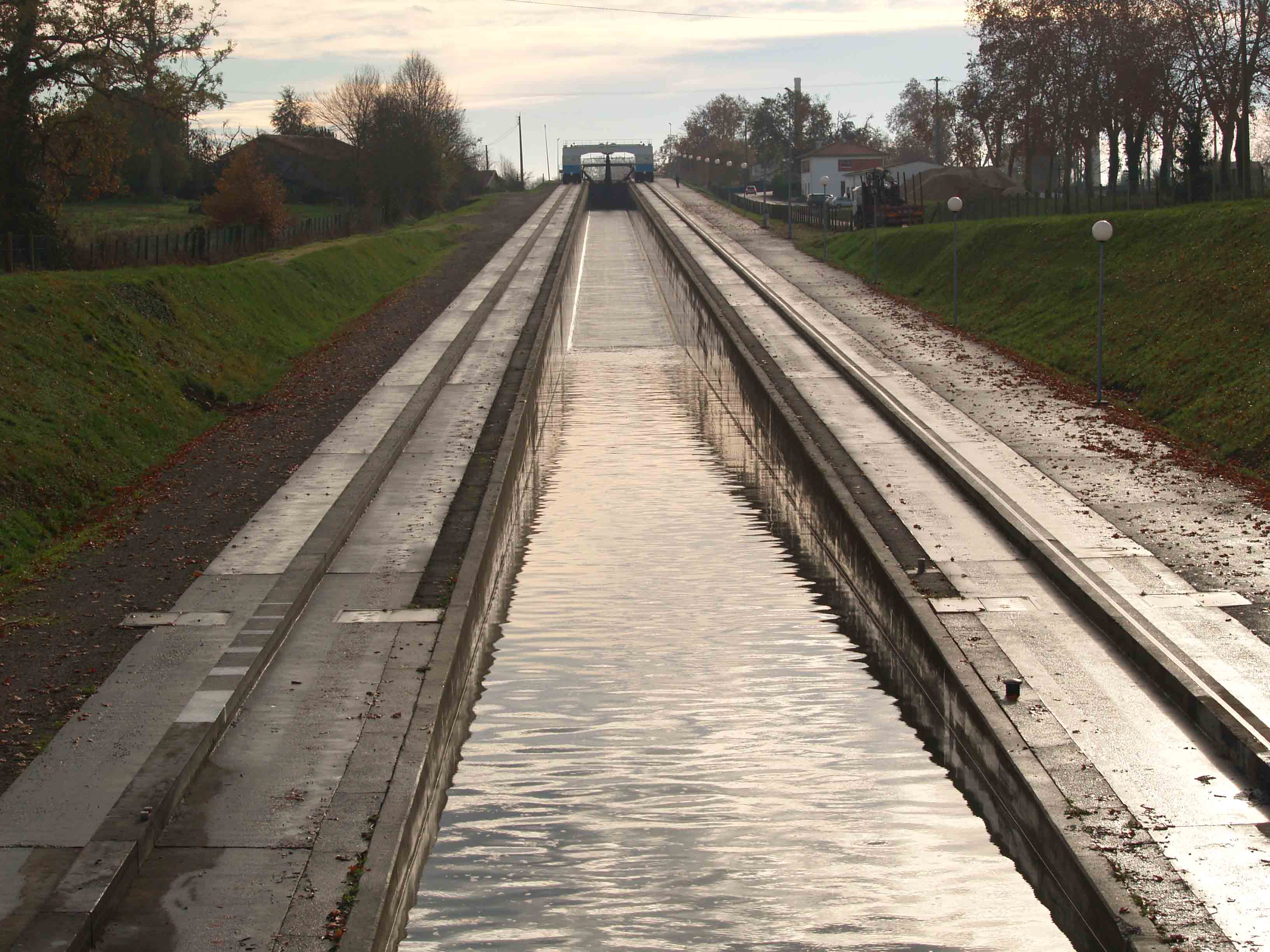
Наклонный канал